# Ковпак Опанас Федорович
Опанас Федорович Ковпак (справжнє прізвище Магденко; пом. після 1786) — український козацький воєначальник. 

## Життєпис
Вихідець із козацької старшинської родини Магденків. З 1745 року перебував на Запорізькій Січі. Близько 1769 року став курінним, згодом — полковник Орільської паланки.
20 липня 1771 року, беручи участь у російсько-османській війні 1768—1774 років, здобув на чолі козацького полку Кафу. Доклав багато зусиль для колонізації півдня України. Коли генерал Текелій громив Січ, а донські козаки грабували січову церкву Покрови, орельський полковник був у своїй паланці. Йому вдалося, користуючись впливом у придворних колах — можливо і через Долгорукових, — придбати садибу в свою повну власність.
Коли запорожці з Січі пішли по світу, орельський полковник поселив їх на своїх землях, заснував село Опанасівку, на свої кошти побудував церкву і школу. Запорізький лицар був дуже набожним, совістливим, співав у церкві й тихо помер серед своїх побратимів.

## Вшанування пам'яті
- У Дніпрі іменем Опанаса Ковпака названо вулицю
- Пам'ятний знак Джону Полю Джонсу і Опанасу Ковпаку в Старій Збурівці в гирлі Дніпра (Голопристанський район Херсонської области), відкритий у жовтні 2016 року.